# Salame Felino
Il salame di Felino, catalogato come Salame Felino IGP, è un salame di carne suina al 100%, prodotto tipico del comune di Felino (da cui il nome), un piccolo borgo ubicato tra i declivi della Val Baganza (in provincia di Parma, la food valley ), ed apprezzato non solo nella cucina parmigiana. È un insaccato che era conosciuto fin dal primo secolo, e viene prodotto ormai anche in alcuni comuni limitrofi, come Sala Baganza e Langhirano (la patria del prosciutto di Parma), ma anche a Parma e dintorni. Avendo ottenuto la certificazione europea di "Indicazione Geografica Protetta", è un salume tutelato da contraffazioni. 
Il Salame Felino IGP è un prodotto di salumeria, crudo e stagionato, senza coloranti, ottenuto dalla lavorazione di carni fresche delle razze Large White e Landrace Italiana, Duroc o altre razze compatibili con il suino pesante italiano. I maiali vengono macellati in ottimo stato di salute.

## Composizione e ricetta
Il salame Felino si produce per tradizione con pura carne di maiale. L'impasto è costituito da "trito di banco" (sottospalla dell'animale), composto da circa il 75% di carne magra e 25% di parti grasse scelte. La macinazione avviene con trafile medie, ottenendo un impasto a grana medio-grossa, che viene addizionato con sale e pepe a grani interi. Solitamente, vengono aggiunte piccole quantità di nitrato di potassio, e talvolta anche ascorbati (antiossidanti e regolatori di acidità) e zuccheri. Dopo la macinazione, vengono aggiunti anche aglio e pepe pestati e sciolti in vino bianco secco, quindi l'impasto viene insaccato in budello naturale di suino. 

## Felino gentile
Tradizionalmente, per la confezione del salame di Felino si utilizza il cosiddetto budello gentile , ossia la parte intestinale del maiale che corrisponde al retto, dal quale si possono ricavare salami lunghi anche più di 120 cm. È un budello d'aspetto liscio e dal grosso spessore (anche 2-3 mm), che consente di mantenere morbido l'impasto che contiene anche dopo stagionature lunghe. La stagionatura ideale per il salame di Felino è di almeno 60 giorni, propiziata dal particolare microclima della località parmense. Oggi la maggioranza di produttori di Salame Felino utilizza, per la stagionatura del prodotto, ambienti appositi a temperatura controllata.
Nella bassa parmense, nel piacentino, nel ferrarese, nel bresciano, nel mantovano ed in altre aree limitrofe si produce un salame molto simile al Felino, insaccato nel medesimo budello: il salame gentile.

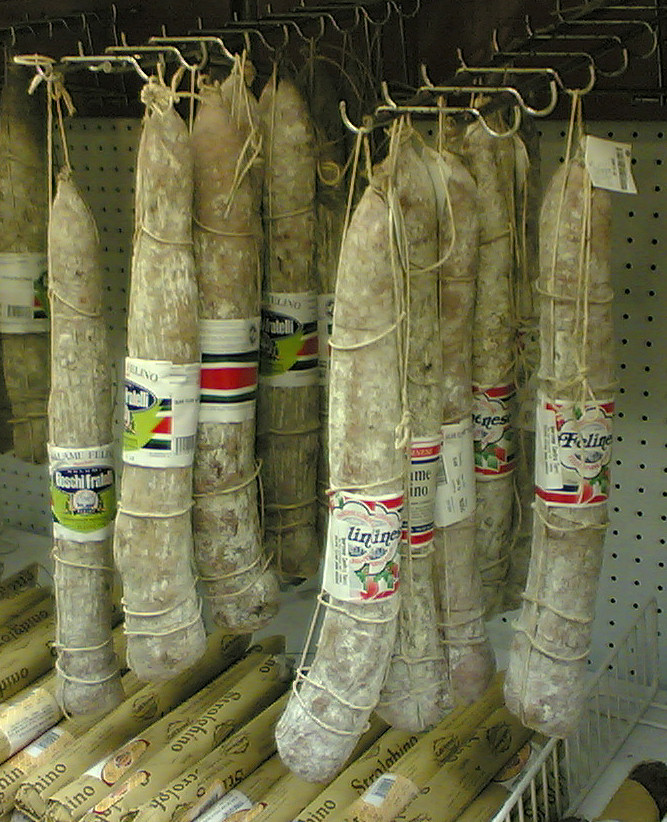
Salame di Felino

## Caratteristiche organolettiche
Si presenta con una fetta di colore rosso intenso, con il bianco del grasso macinato. La compattezza della carne è strettamente legata alla stagionatura ed alla qualità della carne utilizzata per produrre il salame. Il profumo è intenso, molto caratteristico, mentre il sapore è delicato.

## A tavola
È uno degli antipasti più tipici del parmense, specialmente se accoppiato col Prosciutto di Parma, che si produce nella stessa zona. Solitamente, si abbina con un vino Lambrusco (sia quelli reggiani e modenesi, sia quelli parmensi prodotti con la indicazione geografica tipica Emilia).

### Il taglio
Tradizionalmente viene tagliato in modo diagonale creando quindi delle fette ovali, di lunghezza circa doppia rispetto al diametro del salame. Per gustarlo al meglio è molto importante lo spessore: le fette devono essere spesse quanto un grano di pepe.

## Riconoscimenti
Il salame Felino è stato inizialmente riconosciuto dal Ministero delle Politiche agricole e dalla regione Emilia-Romagna come prodotto agroalimentare tradizionale (PAT).
Nel 2013 il salame Felino ha ottenuto dall'Unione europea il riconoscimento di prodotto agroalimentare a indicazione geografica protetta (IGP). 
Il paese di Felino ha dedicato al salame un museo storico.